# Мигаль Валерій Павлович
Мигаль Валерій Павлович (нар. 30 травня 1945 у селі Гречанівка Гадяцького району Полтавської області) — український фізик, доктор технічних наук (2002), кандидат фізико-математичних наук (1975), професор кафедри фізики Національного аерокосмічного університету «ХАІ» імені М. Є. Жуковського.

## Біографія
Народився 30 травня 1945 року у селі Гречанівка на Полтавщині. Батько Галини Мигаль, брат Станіслава Мигаля.
У 1967 році закінчив Львівський державний університет імені Івана Франка. У 1971 році почав працювати на кафедрі фізики Харківського авіаційного інституту (зараз — Національний аерокосмічний університет «ХАІ» імені М. Є. Жуковського).
У 1975 році захистив дисертацію. Йому присвоєно науковий ступінь кандидата фізико-математичних наук. У 2002 році захистив докторську дисертацію.
З 2003 року працює на посаді професора кафедри фізики Національного аерокосмічного університету «ХАІ» імені М. Є. Жуковського. У 2004 році присвоєне вчене звання професора.

## Наукова робота
До сфери наукових досліджень належать питання фізичних і біологічних систем та функціональних матеріалів. Є розробником сімейства фізичних аналізаторів для виявлення, візуаліації та ідентифікації перехідних функціональних станів складних динамічних систем (функціональних кристалів, сенсорів, біосенсорів, наноструктур тощо).
Наукові праці:
- Хвилі, кванти і атоми: Навчальний посібник. Харків, 2004 (у співавторстві);
- Коливання й хвилі: Навчальний посібник. Харків, 2008 (у співавторстві);
- Electric field induced local features in the photoresponse spectra of CdZnTe crystals // Technical Physics Letters. 2009. Vol. 35;
- Anomalies in the Thermal and Electrical Conductivity of CuIn5Se8 Crystals // Semiconductors. 2014. Vol. 48;
- Geometrization of the dynamic structure of the transient photoresponse from zinc chalcogenides // Там саме. 2015. Vol. 49.